# Новокримська сільська рада
Новокри́мська сільська́ ра́да — адміністративно-територіальна одиниця та орган місцевого самоврядування у Джанкойському районі Автономної Республіки Крим. Адміністративний центр — село Новокримське.

## Загальні відомості
- Населення ради: 2 080 осіб (станом на 2001 рік)

## Населені пункти
Сільській раді підпорядковані населені пункти:
- с. Новокримське
- с. Істочне
- с. Павлівка

## Склад ради
Рада складається з 16 депутатів та голови.
- Голова ради: Богомаз Володимир Вікторович
- Секретар ради: Приходько Зоя Миколаївна

### Керівний склад попередніх скликань
| Прізвище, ім'я, по батькові  | Основні відомості                                                         | Дата обрання | Дата звільнення |
| ---------------------------- | ------------------------------------------------------------------------- | ------------ | --------------- |
| Богомаз Володимир Вікторович | Сільський голова, 1966 року народження, освіта вища, член Партії регіонів | 26.03.2006   | 31.10.2010      |
| Богомаз Володимир Вікторович | Сільський голова, 1966 року народження, освіта вища, член Партії регіонів | 31.10.2010   |                 |

Примітка: таблиця складена за даними сайту Верховної Ради України

### Депутати
За результатами місцевих виборів 2010 року депутатами ради стали:

#### За суб'єктами висування
| Суб'єкт висування           | Кількість обраних депутатів | %    |
| --------------------------- | --------------------------- | ---- |
| Партія регіонів             | 11                          | 68,8 |
| Комуністична партія України | 2                           | 12,5 |
| Самовисування               | 2                           | 12,5 |
| Народна партія              | 1                           | 6,3  |

#### За округами
| № округу                    | Прізвище, ім'я, по батькові       | Дата визнання обраним | Освіта  | Партійна приналежність            | Відомості про обраного депутата                            |
| --------------------------- | --------------------------------- | --------------------- | ------- | --------------------------------- | ---------------------------------------------------------- |
| Комуністична партія України |                                   |                       |         |                                   |                                                            |
| 6                           | Скоковська Галина Миколаївна      | 02.11.2010            | середня | член Комуністичної партії України | пенсіонер                                                  |
| 11                          | Голубов Віктор Іванович           | 02.11.2010            | середня | член Комуністичної партії України | Новокримський навчально-виховний комплекс, технік-електрик |
| Народна Партія              |                                   |                       |         |                                   |                                                            |
| 5                           | Приходько Зоя Миколаївна          | 02.11.2010            | вища    | член Народної партії              | Новокримська сільська рада, секретар                       |
| Партія регіонів             |                                   |                       |         |                                   |                                                            |
| 1                           | Каравайцев Олександр Миколайович  | 02.11.2010            | вища    | член Партії регіонів              | тимчасово не працює                                        |
| 2                           | Лялюк Людмила Вікторівна          | 02.11.2010            | вища    | член Партії регіонів              | тимчасово не працює                                        |
| 3                           | Рафальська Ольга Іванівна         | 02.11.2010            | вища    | член Партії регіонів              | Новокримська сільська рада, інспектор із земельних питань  |
| 4                           | Мрек Наталя Германівна            | 02.11.2010            | середня | член Партії регіонів              | тимчасово не працює                                        |
| 7                           | Білошицька Наталя Миколаївна      | 02.11.2010            | вища    | член Партії регіонів              | Новокримський навчально-виховний комплекс, завгосп         |
| 8                           | Лялюк Олена Тарасівна             | 02.11.2010            | вища    | член Партії регіонів              | Новокримський навчально-виховний комплекс, вихователь      |
| 9                           | Тудор Ганна Валеріївна            | 02.11.2010            | середня | член Партії регіонів              | тимчасово не працює                                        |
| 10                          | Самойлова Олена Володимирівна     | 02.11.2010            | вища    | член Партії регіонів              | КСП ім. 8 Марта, головний економіст                        |
| 13                          | Данилович Оксана Володимирівна    | 02.11.2010            | середня | член Партії регіонів              | Новокримський НВК, медсестра                               |
| 14                          | Лаукайтіс Сергій Іонович          | 02.11.2010            | вища    | член Партії регіонів              | с. Істочне, приватний підприємець                          |
| 15                          | Метальніков Олександр Миколайович | 02.11.2010            | середня | член Партії регіонів              | тимчасово не працює                                        |
| Самовисування               |                                   |                       |         |                                   |                                                            |
| 12                          | Селяметов Мудесір Умерович        | 02.11.2010            | середня | позапартійний                     | Новокримський СБК, акомпаніатор                            |
| 16                          | Яловець Світлана Іванівна         | 02.11.2010            | середня | позапартійна                      | тимчасово не працює                                        |